# Natasha Saint-Pier

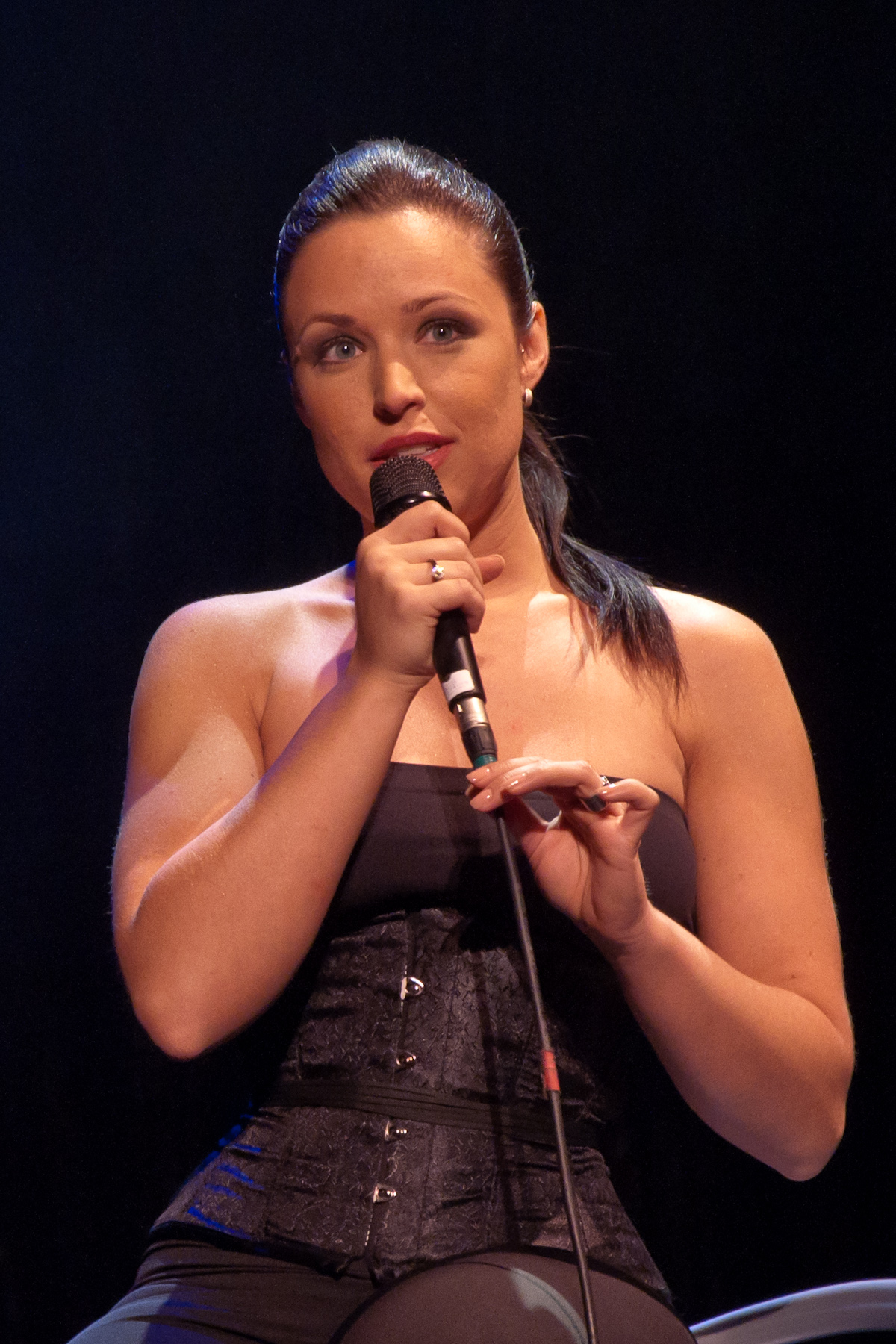
Natasha Saint-Pier in 2010

Natasha Saint-Pier (Bathurst, 10 februari 1981) is een Canadese zangeres.

## Biografie
Natasha werd geboren op 10 februari 1981 te Bathurst, in de Canadese provincie New Brunswick. Haar ouders (Mario, eigenaar van een gevangenis en Marie, manager in een bejaardentehuis) stimuleerden hun dochter al op jonge leeftijd, door haar naar piano- en danslessen te sturen. Op haar achtste stond Saint-Pier al op het podium. Gestimuleerd door haar zangdocente, werd Saint-Pier in haar tienerjaren een bekende naam in haar omgeving, doordat ze regelmatig optrad op feesten, festivals en gala’s. Hierdoor nam de reputatie van de zangeres grote vormen aan, ook buiten de provincie waar ze woonde en uiteindelijk ook in Quebec.
In 1993 nam de zangeres deel aan de – in Quebec bekende - talentenjacht Le pouvoir de la chanson. Ze drong door tot de finale en was daarmee de jongste artiest ooit die dit voor elkaar had gekregen. Wegens het succes van het Le pouvoir de la chanson mocht St-Pier haar eerste single opnemen: Le parcours du coeur, een nummer waarmee ze bij fans en critici veel positieve indrukken achter liet. Hoewel ze al op zeer jonge leeftijd een druk bestaan had door het zingen en optreden, leidde haar schoolprestaties er niet onder en bleek ze vaak een van de beste leerlingen van de klas te zijn. Saint-Pier was op haar 14e bezig met de opnames van haar debuutalbum. Dit album, Émergence genaamd, verscheen in 1996. Van de plaat werden diverse singles uitgebracht die veel airplay ontvingen op Canadese radiostations.
1999 was een goed jaar voor Saint-Pier. Guy Coultier, een bekende producent/manager in de Quebecse muziekwereld, begon met haar samen te werken en begeleidde vanaf dat moment haar carrière. Het talent van Saint-Pier werd dat jaar ook ontdekt door Luc Plamondon, die haar de rol van Fleur-de-Lys in de hitmusical Notre Dame de Paris aanbood. Saint-Piers bleek de Engelse taal goed onder de knie te hebben, wat er toe leidde dat ze in de Engelse versie van het toneelstuk haar rol kon opvoeren. Notre Dame de Paris was een succesvolle productie die door middel van een grote tournee, in veel plaatsen werd gespeeld. Naast Saint-Pier speelde onder anderen de Australische Tina Arena. Saint-Piers tweede album À chacun son histoire werd in april 2000 uitgebracht in diverse Europese landen. Opgenomen in Milaan, onder toeziend oog van Eros Ramazzotti’s vaste producent Piero Cassano, groeide dit album in Quebec uit tot een groot succes. Het succes van de zangeres werd nog groter dat jaar toen ze de Canadese zanger Garou gezelschap hield tijdens diens Europese tournee, waarvan zes optredens in concertzaal Le Zénith te Parijs plaatsvonden. Eind 2000 genoot Saint-Pier een goedlopende carrière aan beide kanten van de Atlantische Oceaan.
De zangeres werd in de lente van 2001 door een vak-jury uitgekozen om Frankrijk te vertegenwoordigen op het Eurovisiesongfestival met Je n’ai que mon âme, een lied geschreven door Robert Goldman, broer van de singer-songwriter Jean-Jacques Goldman. Tijdens de grote finale van het Songfestival in Denemarken, behaalde Saint-Pier de vierde plaats en kreeg daarmee grotere bekendheid bij het Franse publiek. In het najaar van 2001 toerde Saint-Pier mee in het voorprogramma van Garou door België en Frankrijk waar ze al haar eerste live ervaring kon opdoen in Europa. Kort daarna verscheen het album À chacun son histoire in Frankrijk en werd met goud bekroond. Daarop volgde optredens in Franse tv-programma’s. Na afloop van een van deze optredens benaderde de Franse singer-songwriter Pascal Obispo Saint-Pier en nodigde haar uit om naar zijn nieuwe materiaal te luisteren. De ontmoeting tussen de twee leidde tot een succesvolle samenwerking. In 2002 keerde Saint-Pier terug met nieuw muzikaal werk dat te beluisteren viel op haar derde album, De l’amour le mieux. De eerste single, Tu Trouveras, werd in Frankrijk een hit. Hierna werd dit succes herhaald met Nos rendez-vous en Alors on se raccroche. De l’amour le mieux werd in Frankrijk met platina bekroond en oogstte succes in Quebec en andere Franstalige landen. Ook verwierf ze met dit album naamsbekendheid in o.a. Rusland, Polen en Latijns-Amerika. Kort daarna begon ze met de tournee Premier rendez-vous.
2003 won Saint-Pier de prijs voor Best Newcomer of The Year bij de 'Victoires de la musique awards' in Frankrijk, hierbij stemt het publiek, en niet een vak-jury. In juni 2003 was Saint-Pier een van de special-guests tijdens jubileumconcerten van Johnny Hallydays 60e verjaardag. De succesvolle samenwerking met Pascal Obispo kreeg een vervolg. In de winter keerde Saint-Pier terug met een nieuw album genaamd L'Instant d'après, waarvan Obispo menig song had geschreven en geproduceerd. De eerste single Tant que c’est toi was rond die periode een grote hit. In de herfst verscheen het album De l’amour le mieux in een nieuwe uitgave voor de Spaanse markt. Deze uitgave bevatte voornamelijk de Franse liedjes, maar ook enkele Spaanstalige versies van liedjes, waaronder Encontrarás (Tu Trouveras). In deze versie nam zanger Miguel Bose de zangpartijen van Obispo over. Aan het eind van het jaar gaf Saint-Pier in Quebec opnieuw een serie concerten. In 2004 maakte de zangeres een tweede tournee door Europa, met onder meer vier uitverkochte concerten in Olympia (Parijs).
In 2006 bracht Saint-Pier haar vijfde album Longueur d'ondes uit, opnieuw met Obispo als muzikale partner. De eerste single was Un ange frappe à ma porte. In het voorjaar van datzelfde jaar maakte de zangeres opnieuw een tournee door Europa. Hierna volgde een sabbatical en nam ze de tijd voor een nieuw album, wederom in samenwerking met Obispo. De eerste single van de cd was Embrasse moi en werd goed ontvangen door critici, maar klom niet hoog in de hitlijsten. Het album, simpelweg Natasha St-Pier getiteld, volgende in november van dat jaar en bevatte een pop-sound met een knipoog naar R&B en Electro uit de jaren 80. Deze muzikale verandering werd de zangeres niet in dank afgenomen door haar fans en de verkoop van het album viel dan ook enigszins tegen. In 2009 verschijnt haar eerste album met muzikale hoogtepunten: Tu Trouveras... 10 ans de succès, met haar beste werk tot dan toe inclusief nieuw materiaal. Na een periode van rust wist de zangeres wederom tijd te vinden voor de opnames voor een geheel nieuw album. Deze verscheen in juli 2012 onder de titel Bonne Nouvelle. De gelijknamige single verscheen enkele maanden daarvoor. Voor dit project werkte Saint-Pier samen met de jonge getalenteerde Simeo, een jonge zanger uit het Franse Lyon die al eerder wat platen opnam. Naast zingen ging St-Pier zich steeds vaker bezighouden met presentatieklussen voor televisie. Zo presenteerde ze een Franse muziekshow en was ze jurylid in het 2e en 3e seizoen van The Voice Belgique. In oktober 2015 bracht St-Pier Mon Acade uit, een album bestaande uit traditionele Franse volksliedjes.
In 2017 verscheen L'alphabet des animaux, een album met kinderliedjes. De zangeres zelf werd twee jaar daarvoor moeder van een zoon genaamd Bixente die ze kreeg met haar ex-echtegenoot Grégory Quillacq. In 2018 verscheen het album Thérèse de Lisieux : Aimer c'est tout donner, een plaat met christelijke liedjes, geïnspireerd op de gedichten van Theresia van Lisieux. In de zomer van 2020 bracht St-Pier het album Croire uit en deed ze een tournee langs verschillende kerken in Frankrijk. In 2022 verscheen het album Jeanne uit  waarop St-Pier een eerbetoon brengt aan Jeanne d'Arc. Het jaar daarop volgde Christmas Album met een mix van zowel Engels als Franstalig kerstrepertoire.

## Discografie

### Albums
- Émergence (1996)
- À chacun son histoire (2000)
- De l’amour le mieux (2002)
- L'Instant d'après (2003)
- Longueur d'ondes (2006)
- Natasha St-Pier (2008)
- Bonne Nouvelle (2012)
- Mon Acadie (2015)
- L'alphabet des animaux (2017)
- Thérèse de Lisieux : Aimer c'est tout donner (2018)
- Croire (2020)
- Jeanne (2022)
- Christmas Album (2023)